# Bernie Leadon
Bernard Mathew Leadon III (19 de julho de 1947) é um músico norte-americano, compositor e membro fundador dos Eagles. Antes dos Eagles, ele era membro de outras três bandas de country rock pioneiras e altamente influentes: Hearts & Flowers, Dillard & Clark e os Flying Burrito Brothers. Ele é um multi-instrumentista toca guitarra, banjo e bandolim. Ele introduziu elementos dessa música para um público mainstream durante seu mandato com os Eagles.
A carreira musical de Leadon desde que deixou os Eagles tem sido discreta, resultando em dois álbuns solo com uma lacuna de 27 anos no meio. Leadon também apareceu em muitos discos de outros artistas como músico de sessão.

## Biografia
Leadon nasceu em Minneapolis, um de dez filhos de Bernard Leadon Jr. e Ann Teresa (em solteira Sweetser) Leadon, devotos católicos. Seu pai era engenheiro aeroespacial e físico nuclear cuja carreira mudou a família em torno dos Estados Unidos. A família gostava de música e, em tenra idade, Bernie desenvolveu um interesse em música folk e bluegrass. Dominou o banjo de 5 cordas, bandolim e violão.
Quando adolescente, mudou com sua família para San Diego, onde conheceu os colegas músicos Ed Douglas e Larry Murray da banda local de bluegrass Scottsville Squirrel Barkers. Os Barkers provaram ser um terreno fértil para futuros talentos de country rock da Califórnia, incluindo o tímido tocador de bandolim Chris Hillman, de 18 anos, com quem Leadon manteve uma amizade ao longo da vida. Aumentado pelo tocador de banjo (e futuro membro dos The Flying Burrito Brothers) Kenny Wertz, os esquilos do ladrador pediram eventualmente que Leadon se juntasse ao grupo, em cima da união de Wertz à força aérea em 1963.
Sua temporada no Scottsville Squirrel Barkers não durou muito tempo. No final de 1963, sua família se mudou novamente para Gainesville, Flórida, quando seu pai aceitou um cargo de professor de engenharia aeroespacial na Universidade da Flórida.[carece de fontes?]Leadon frequentou a Gainesville High School, onde conheceu o colega de classe e futuro guitarrista da Eagles Don Felder, cuja banda, a Continental, tinha acabado de perder o guitarrista Stephen Stills. Quando Leadon se juntou ao grupo, rebatizou o Maundy Quintet. O grupo apareceu localmente, até dividindo a conta com a futura lenda de Gainesville, Tom Petty e sua banda inicial, Epics (uma banda que também incluía o irmão de Bernie, o músico Tom Leadon).
Um telefonema do ex-Squirrel Barker Larry Murray em 1967, para se juntar ao seu grupo de folk country psicodélico, Hearts & Flowers, foi convenceu Leadon a retornar à Califórnia, onde logo se envolveu com a florescente cena country folk / country de Los Angeles. Leadon gravou um álbum com a banda, seu segundo lançamento Of Horses, Kids e Forgotten Women pela Capitol Records. O compacto foi um sucesso local, mas não conseguiu influenciar as paradas nacionais. Desanimado, o grupo se desfez no ano seguinte.

### Dillard & Clark
No final de 1968, Leadon havia se tornado amigo da lenda do bluegrass, Doug Dillard, no final dos Dillards. Enquanto ficava com os Dillard, jam sessions informais com compositor prolífico e ex-membro Byrds Gene Clark começou a tomar forma, e se transformou no que eventualmente se tornou Dillard & Clark, uma banda country-rock seminal que lançou as bases para o som country-rock que dominou o cenário musical de Los Angeles pela próxima década. Em 1968, o grupo gravou seu LP clássico e altamente influente, The Fantastic Expedition of Dillard & Clark. O álbum contou com backing vocal quente e distintivo de Leadon e impressionante trabalho multi-instrumental. Os destaques do álbum incluem várias composições co-escritas com Clark, mais notavelmente o futuro  Eagles (e um pouco de uma canção de assinatura para Leadon) de seu álbum de estréia, "Train Leaves Here This Morning".

### The Flying Burrito Brothers

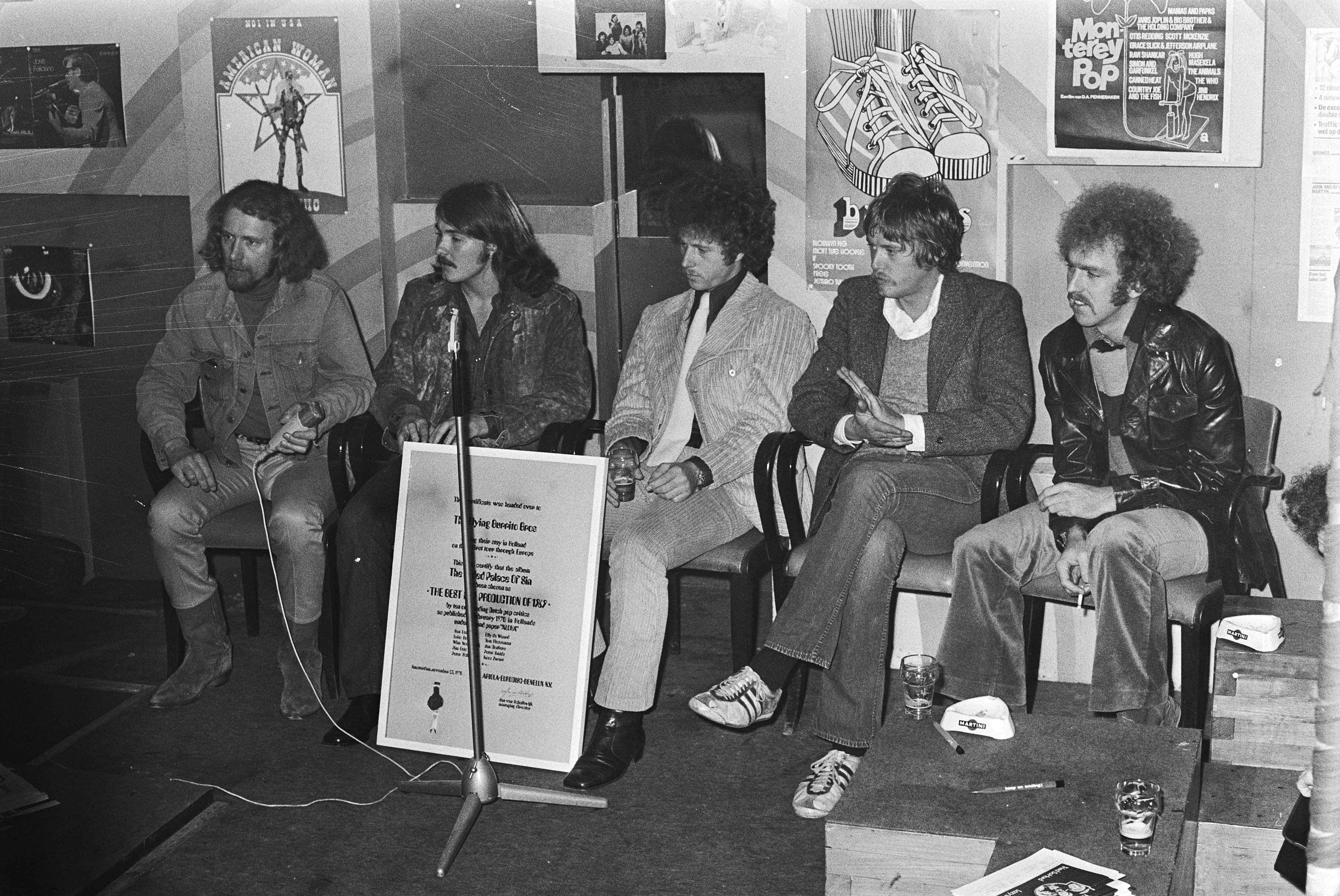
Flying Burrito Brothers (Amsterdã, 1970). Da esquerda para a direita: Sneaky Pete Kleinow, Rick Roberts, Chris Hillman, Michael Clarke e Bernie Leadon

Leadon deixou Dillard & Clark em 1969, eventualmente se reconectando com o ex-Squirrel Barker (e ex-Byrd) Chris Hillman, que o convidou para se juntar ao The Flying Burrito Brothers, uma banda de country rock que Hillman formou um ano antes com seu colega ex-Byrd, Gram Parsons. Leadon gravou dois álbuns com o grupo: Burrito Luxe e o pós-Parsons LP, The Flying Burrito Bros.[carece de fontes?]Após o lançamento deste último álbum em 1971, Leadon se cansou da falta de sucesso comercial da banda e decidiu deixar a banda para buscar uma oportunidade de tocar com três músicos com quem ele trabalhou enquanto trabalhava em Linda Ronstadt. A banda de apoio naquele verão. O projeto resultante, os Eagles, encontrou o sucesso que ele desejava.[carece de fontes?]